# Seckington
Seckington – wieś w Anglii, w Warwickshire, w dystrykcie North Warwickshire. W 2001 wieś liczyła 59 mieszkańców. Seckington jest wspomniana w Domesday Book (1086) jako Sec(h)intone.